# 이집트력

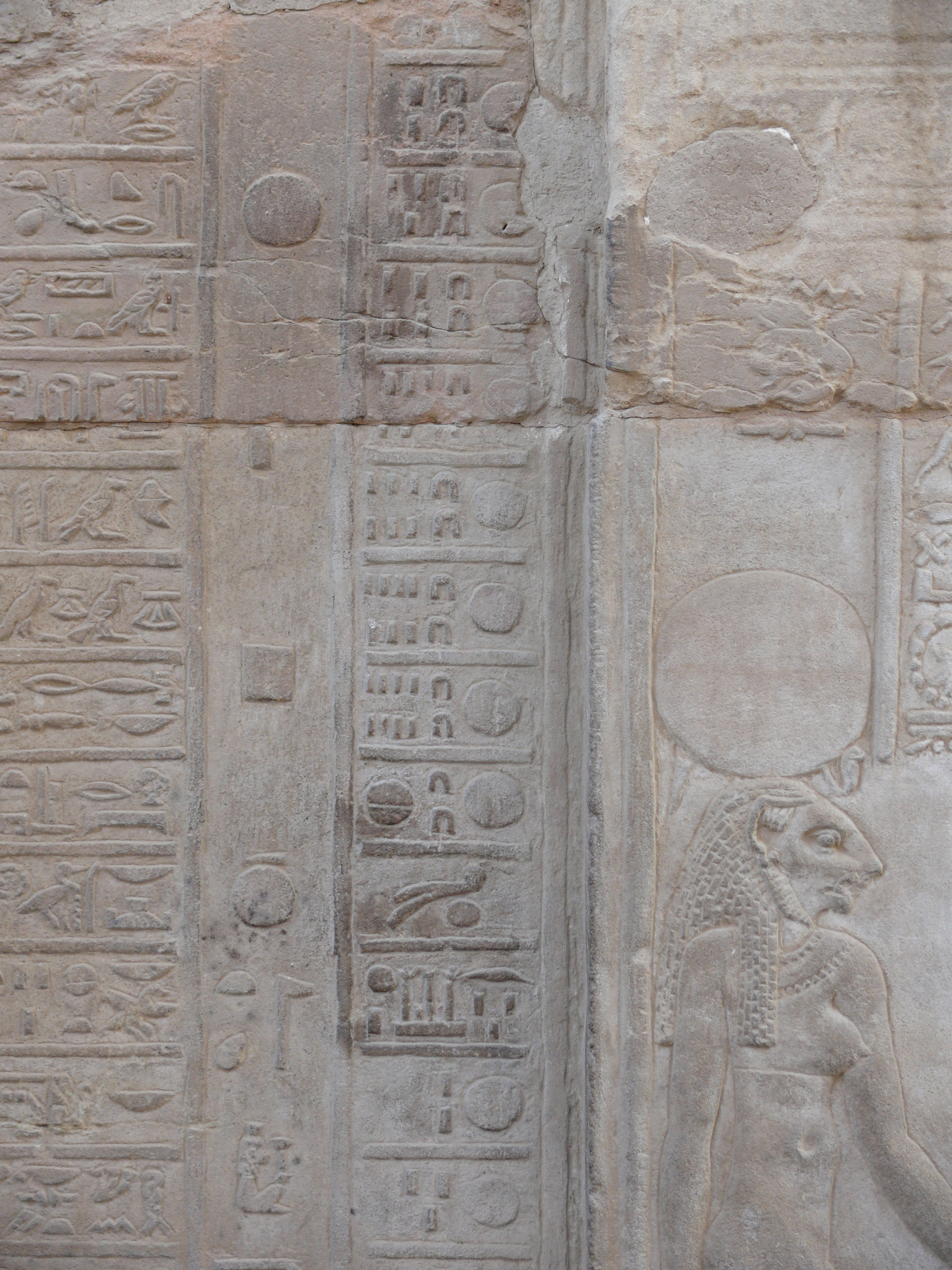

이집트력(Egyptian calendar)은 365일 한 해의 태양력이다. 이 연도는 각 120일의 3개의 계절, 그리고 5개 치윤일로 이루어진 파구메로 구성되었다. 각 계절은 30일의 4개월로 나뉘었다.

## 같이 보기
- 이집트사 연대학